# Acharawi
Acharawi – miejscowość w Grecji, na północnym wybrzeżu wyspy Korfu, w administracji zdecentralizowanej Peloponez, Grecja Zachodnia i Wyspy Jońskie, w regionie Wyspy Jońskie, w jednostce regionalnej Korfu, w gminie Korfu. W 2011 roku liczyła 1013 mieszkańców.
Miejsce jest licznie odwiedzane przez turystów. Plaża znajdująca się w tych okolicach ma 7 kilometrów długości i jest jedną z najczystszych plaż w Europie.

## Historia
Acharawi należała kiedyś do Ajos Pandeleimonas (gr. Άγιος Παντελέημονας). W starożytności istniało tu miasto, zniszczone przez Imperium Rzymskie za czasów Oktawiana Augusta w 32 roku p.n.e.